# Kaiser der Song-Dynastie
| Tempelname (Miao Hao 廟號 Miào Hào) | Postumer Name ( Shi Hao 諡號)           | Persönlicher Name                                                          | Regierungsjahre | Regierungsperioden (Nian Hao 年號) |
| --- | --------------------------------------- | -------------------------------------------------------------------------- | --------------- | --- |
| Konvention: „Song“ + Tempelname/postumer Name; ausgenommen der letzte Kaiser, der als Song Di Bing verehrt wurde (宋帝昺 Sòng Dì Bǐng) |                                         |                                                                            |                 | |
| Nördliche Song-Dynastie 960- 1127 |                                         |                                                                            |                 | |
| Taizu (太祖 Tàizǔ) | ungebräuchlich                          | Zhao Kuangyin (趙匡胤 Zhào Kuāngyìn)                                       | 960–976         | Jianlong (建隆 Jiànlóng) 960–963 Qiande (乾德 Qiándé) 963–968 Kaibao (開寶 Kāibǎo) 968–976 |
| Taizong (太宗 Tàizōng) | ungebräuchlich                          | Zhao Kuangyi (趙匡義 Zhào Kuāngyì) oder Zhao Guangyi (趙光義 Zhào Guāngyì) | 976–997         | Taipingxingguo (太平興國 Tàipíngxīngguó) 976–984 Yongxi (雍熙 Yōngxī) 984–987 Duangong (端拱 Duāngǒng) 988–989 Chunhua (淳化 Chúnhuà) 990–994 Zhidao (至道 Zhìdào) 995–997 |
| Zhenzong (真宗 Zhēnzōng) | ungebräuchlich                          | Zhao Heng (趙恆 Zhào Héng)                                                 | 997–1022        | Xianping (咸平 Xiánpíng) 998–1003 Jingde (景德 Jǐngdé) 1004–1007 Dazhongxiangfu (大中祥符 Dàzhōngxiángfú) 1008–1016 Tianxi (天禧 Tiānxǐ) 1017–1021 Qianxing (乾興 Qiánxīng) 1022 |
| Renzong (仁宗 Rénzōng) | ungebräuchlich                          | Zhao Zhen (趙禎 Zhào Zhēn)                                                 | 1022–1063       | Tiansheng (天聖 Tiānshèng) 1023–1032 Mingdao (明道 Míngdào) 1032–1033 Jingyou (景祐 Jǐngyòu) 1034–1038 Baoyuan (寶元 Bǎoyuán) 1038–1040 Kangding (康定 Kāngdìng) 1040–1041 Qingli (慶曆 Qìnglì) 1041–1048 Huangyou (皇祐 Huángyòu) 1049–1054 Zhihe (至和 Zhìhé) 1054–1056 Jiayou (嘉祐 Jiāyòu) 1056–1063 |
| Yingzong (英宗 Yīngzōng) | ungebräuchlich                          | Zhao Shu (趙曙 Zhào Shù)                                                   | 1063–1067       | Zhiping (治平 Zhìpíng) 1064–1067 |
| Shenzong (神宗 Shénzōng) | ungebräuchlich                          | Zhao Xu (趙頊 Zhào Xū)                                                     | 1067–1085       | Xining (熙寧 Xīníng) 1068–1077 Yuanfeng (元豐 Yuánfēng) 1078–1085 |
| Zhezong (哲宗 Zhézōng) | ungebräuchlich                          | Zhao Xu (趙煦 Zhào Xǔ)                                                     | 1085–1100       | Yuanyou (元祐 Yuányòu) 1086–1094 Shaosheng (紹聖 Shàoshèng) 1094–1098 Yuanfu (元符 Yuánfú) 1098–1100 |
| Huizong (徽宗 Huīzōng) | ungebräuchlich                          | Zhao Ji (趙佶 Zhào Jí)                                                     | 1100–1125       | Jianzhongjingguo (建中靖國 Jiànzhōngjìngguó) 1101 Chongning (崇寧 Chóngníng) 1102–1106 Daguan (大觀 Dàguān) 1107–1110 Zhenghe (政和 Zhènghé) 1111–1118 Chonghe (重和 Chónghé) 1118–1119 Xuanhe (宣和 Xuānhé) 1119–1125                                                                                   |
| Qinzong (欽宗 Qīnzōng) | ungebräuchlich                          | Zhao Huan (趙桓 Zhào Huán)                                                 | 1125–1127       | Jingkang (靖康 Jìngkāng) 1125–1127 |
| Südliche Song-Dynastie, 1127–1279 |                                         |                                                                            |                 | |
| Gaozong (高宗 Gāozōng) | ungebräuchlich                          | Zhao Gou (趙構 Zhào Gòu)                                                   | 1127–1162       | Jianyan (建炎 Jìanyán) 1127–1130 Shaoxing (紹興 Shàoxīng) 1131–1162 |
| Xiaozong (孝宗 Xiàozōng) | ungebräuchlich                          | Zhao Shen (趙昚 Zhào Shèn)                                                 | 1162–1189       | Longxing (隆興 Lóngxīng) 1163–1164 Qiandao (乾道 Qiándào) 1165–1173 Chunxi (淳熙 Chúnxī) 1174–1189 |
| Guangzong (光宗 Guāngzōng) | ungebräuchlich                          | Zhao Dun (趙惇 Zhào Dūn)                                                   | 1189–1194       | Shaoxi (紹熙 Shàoxī) 1190–1194 |
| Ningzong (寧宗 Níngzōng) | ungebräuchlich                          | Zhao Kuo (趙擴 Zháo Kuó)                                                   | 1194–1224       | Qingyuan (慶元 Qìngyuán) 1195–1200 Jiatai (嘉泰 Jiātài) 1201–1204 Kaixi (開禧 Kāixǐ) 1205–1207 Jiading (嘉定 Jiādìng) 1208–1224 |
| Lizong (理宗 Lǐzōng) | ungebräuchlich                          | Zhao Yun (趙昀 Zhào Yún)                                                   | 1224–1264       | Baoqing (寶慶 Bǎoqìng) 1225–1227 Shaoding (紹定 Shàodìng) 1228–1233 Duanping (端平 Duānpíng) 1234–1236 Jiaxi (嘉熙 Jiāxī) 1237–1240 Chunyou (淳祐 Chúnyòu) 1241–1252 Baoyou (寶祐 Bǎoyòu) 1253–1258 Kaiqing (開慶 Kāiqìng) 1259 Jingding (景定 Jǐngdìng) 1260–1264                                       |
| Duzong (度宗 Dùzōng) | ungebräuchlich                          | Zhao Qi (趙祺 Zhào Qí)                                                     | 1264–1274       | Xianchun (咸淳 Xiánchún) 1265–1274 |
| nicht existent | Gong Di (恭帝 Gōngdì)                   | Zhao Xian (趙顯 Zhào Xiǎn)                                                 | 1274–1276       | Deyou (德祐 Déyòu) 1275–1276 |
| Duan Zong (端宗 Duān Zōng) | ungebräuchlich                          | Zhao Shi (趙是 Zhào Shì)                                                   | 1276–1278       | Jingyan (景炎 Jǐngyán) 1276–1278 |
| nicht existent | Di (帝 Dì) oder Wei Wang (衛王 Wèiwáng) | Zhao Bing (趙昺 Zhào Bǐng)                                                 | 1278–1279       | Xiangxing (祥興 Xiángxīng) 1278–1279 |